# Aglais cuneatiguttata
Aglais cuneatiguttata är en fjärilsart som beskrevs av Raynor 1909. Aglais cuneatiguttata ingår i släktet Aglais och familjen praktfjärilar. Inga underarter finns listade i Catalogue of Life.